# Okręty rakietowe typu Pegasus
Okręty rakietowe typu Pegasus – amerykańskie okręty rakietowe, wodoloty, które zaczęły wchodzić do służby w US Navy w 1977 roku. Zbudowano 6 jednostek tego typu. Okręty wycofano ze służby w 1993 roku.

## Historia
Pod koniec lat 60. XX wieku dowództwo NATO dostrzegło potrzebę posiadania małych, szybkich jednostek rakietowych, które były by przeciwwagą dla nowych małych radzieckich okrętów rakietowych. Korzystając z doświadczeń wyniesionych z budowy i eksploatacji dwóch eksperymentalnych wodolotów patrolowych USS „Tucumcari” i USS „Flagstaff”, podjęto decyzję, że nowe okręty rakietowe będą zbudowane jako wodoloty, co zapewni im wymaganą dużą prędkość. Początkowo projekt spotkał się z zainteresowaniem europejskich sojuszników i wzięły w nim udział m.in. Francja, Niemcy, Wielka Brytania i Włochy. Ostatecznie w 1972 roku, w projekcie brały udział tylko trzy państwa, Stany Zjednoczone jako główny koordynator projektu, a także Niemcy i Włochy. Na początku projektu US Navy zamierzała pozyskać 30 okrętów tego typu, jednak w 1974 tę liczbę zredukowano do 25, zaś ostatecznie w 1975 roku ustalono, że zostanie zbudowanych jedynie 6 jednostek tego typu. Włochy i Niemcy ograniczyły się jedynie do pomocy w pracach projektowych i badawczych, mimo że początkowo Bundesmarine deklarowała zakup 12 jednostek.

## Okręty
| Okręt          | Stocznia              | Rozpoczęcie budowy | Zwodowanie       | Wejście do służby    | Los okrętu                       |
| -------------- | --------------------- | ------------------ | ---------------- | -------------------- | -------------------------------- |
| USS „Pegasus”  | Boeing Marine Systems | 9 maja 1973        | 9 listopada 1974 | 9 lipca 1977         | wycofany ze służby 30 lipca 1993 |
| USS „Hercules” | Boeing Marine Systems | 12 września 1980   | 13 kwietnia 1982 | 18 grudnia 1982      | wycofany ze służby 30 lipca 1993 |
| USS „Taurus”   | Boeing Marine Systems | 30 stycznia 1979   | 8 maja 1981      | 10 października 1981 | wycofany ze służby 30 lipca 1993 |
| USS „Aquila”   | Boeing Marine Systems | 10 lipca 1979      | 16 września 1981 | 26 czerwca 1982      | wycofany ze służby 30 lipca 1993 |
| USS „Aries”    | Boeing Marine Systems | 7 lipca 1980       | 5 listopada 1981 | 18 września 1982     | wycofany ze służby 30 lipca 1993 |
| USS „Gemini”   | Boeing Marine Systems | 13 maja 1980       | 17 lutego 1982   | 13 listopada 1982    | wycofany ze służby 30 lipca 1993 |